# Windpark Kubbeweg
Windpark Kubbeweg is een Nederlands windmolenpark aan de Kubbeweg vlak bij Biddinghuizen (provincie Flevoland).
Het windmolenpark is een privé-initiatief van agrariërs. Het park is gebouwd in 2006 en bestaat uit zeventien V80 2 MW-turbines van Vestas, met een totaal vermogen van 34 megawatt. Het park produceert voor ongeveer 25.000 huishoudens energie. Het park heeft een 23kV-aansluiting op het 150kV-hoogspanningsnet van TenneT, gerealiseerd door Continuon.